# Omaha Supernovas 2024
Questa voce raccoglie le informazioni riguardanti le Omaha Supernovas nelle competizioni ufficiali della stagione 2023-2024.

## Stagione
Le Omaha Supernovas partecipano alla stagione 2024 senza alcuna denominazione sponsorizzata.
Si classificano al secondo posto nella regular season di PVF, qualificandosi ai play-off scudetto: superano le San Diego Mojo in semifinale e poi si aggiudicano il titolo nazionale sconfiggendo in finale le Grand Rapids Rise.

## Organigramma societario
Area direttiva
- Presidente: Diane Mendenhall
- Coordinatore tecnico: Thomas Robson

Area tecnica
- Allenatore: Laura Kuhn
- Assistente allenatore: John Xie, John Corbelli, Jazz Schmidt
- Preparatore atletico: Laura Pilakowski, Becca Himes, Jaime Seeman
- Nutrizionista: Brooke Snyder
- Mental coach: Larry Widman

## Rosa
| N° | Nome                | Ruolo | Data di nascita   | Nazionalità sportiva |
| -- | ------------------- | ----- | ----------------- | -------------------- |
| 1  | Natalia Valentín    | P     | 12 settembre 1989 | Stati Uniti          |
| 2  | Sydney Hilley       | P     | 24 luglio 1998    | Stati Uniti          |
| 3  | Kendall White       | L     | 7 luglio 1997     | Stati Uniti          |
| 4  | Margaret King       | S     | -                 | Stati Uniti          |
| 5  | Brooke Nuneviller   | S     | 25 gennaio 2000   | Stati Uniti          |
| 6  | TeTori Dixon        | C     | 4 agosto 1992     | Stati Uniti          |
| 7  | Gina Mancuso        | S     | 31 maggio 1991    | Stati Uniti          |
| 10 | Jessica Schaben     | O     | 25 novembre 1996  | Stati Uniti          |
| 11 | Hristina Ruseva     | C     | 1º ottobre 1991   | Bulgaria             |
| 12 | Kyla Swanson        | C     | 16 agosto 2001    | Stati Uniti          |
| 13 | Paige Briggs        | S     | 13 dicembre 2000  | Stati Uniti          |
| 14 | Nia Reed            | O     | 27 giugno 1996    | Stati Uniti          |
| 15 | Allison Mayfield    | S     | 3 ottobre 1989    | Stati Uniti          |
| 18 | Bethania de la Cruz | S     | 13 maggio 1987    | Rep. Dominicana      |
| 21 | Stephanie Samedy    | O     | 27 settembre 1998 | Stati Uniti          |
| 23 | Gabrielle Curry     | L     | 12 settembre 1998 | Stati Uniti          |
| 24 | Sophie Davis        | C     | -                 | Stati Uniti          |
| 25 | Margaret Cartwright | O     | ? ottobre 2000    | Stati Uniti          |
| 27 | Emmaline Willis     | C     | 27 febbraio 1997  | Stati Uniti          |
| 81 | Danielle Hart       | C     | 28 giugno 1999    | Stati Uniti          |

      Practice squad.

## Mercato
| Acquisti                               | Acquisti            | Acquisti                | Acquisti   |
| R.                                     | Nome                | da                      | Modalità   |
| -------------------------------------- | ------------------- | ----------------------- | ---------- |
| S                                      | Paige Briggs        | Western Kentucky        | definitivo |
| O                                      | Margaret Cartwright | Arkansas                | definitivo |
| L                                      | Gabrielle Curry     | -                       | definitivo |
| C                                      | Sophie Davis        | James Madison           | definitivo |
| S                                      | Bethania de la Cruz | Athletes Unlimited      | definitivo |
| C                                      | TeTori Dixon        | Athletes Unlimited      | definitivo |
| C                                      | Danielle Hart       | Athletes Unlimited      | definitivo |
| P                                      | Sydney Hilley       | Athletes Unlimited      | definitivo |
| S                                      | Gina Mancuso        | Cangrejeras de Santurce | definitivo |
| S                                      | Allison Mayfield    | -                       | definitivo |
| S                                      | Brooke Nuneviller   | Athletes Unlimited      | definitivo |
| O                                      | Nia Reed            | Athletes Unlimited      | definitivo |
| O                                      | Jessica Schaben     | -                       | definitivo |
| P                                      | Natalia Valentín    | Athletes Unlimited      | definitivo |
| L                                      | Kendall White       | Athletes Unlimited      | definitivo |
| C                                      | Emmaline Willis     | Athletes Unlimited      | definitivo |
| Trasferimenti nel corso della stagione |                     |                         |            |
| S                                      | Margaret King       | Western Michigan        | definitivo |
| C                                      | Hristina Ruseva     | Liaoning                | definitivo |
| O                                      | Stephanie Samedy    | Muratpaşa Sigorta Shop  | definitivo |
| C                                      | Kyla Swanson        | Mets de Guaynabo        | definitivo |

| Cessioni | Cessioni        | Cessioni | Cessioni   |
| R. | Nome            | a        | Modalità   |
| --- | --------------- | -------- | ---------- |
| Non sono avvenuti movimenti di mercato in uscita prima dell'annata perché la società non era attiva nella stagione precedente |                 |          |            |
| Trasferimenti nel corso della stagione                                                                                        |                 |          |            |
| C | Emmaline Willis | -        | svincolata |
| S | Gina Mancuso    | -        | svincolata |
| C | Danielle Hart   | -        | svincolata |

## Risultati

### PVF

#### Regular season
| 24 gennaio 2024 CHI Health Center Omaha, Omaha     | Omaha Supernovas  | 2 - 3 | Atlanta Vibe      | 24-26, 23-25, 25-17, 25-19, 13-15 |
| 3 febbraio 2024 CHI Health Center Omaha, Omaha     | Omaha Supernovas  | 3 - 0 | San Diego Mojo    | 25-17, 25-18, 25-22               |
| 7 febbraio 2024 CHI Health Center Omaha, Omaha     | Omaha Supernovas  | 2 - 3 | Vegas Thrill      | 25-19, 23-25, 20-25, 25-18, 12-15 |
| 12 febbraio 2024 Van Andel Arena, Grand Rapids     | Grand Rapids Rise | 1 - 3 | Omaha Supernovas  | 25-21, 31-33, 28-30, 21-25        |
| 15 febbraio 2024 Dollar Loan Center, Henderson     | Vegas Thrill      | 3 - 1 | Omaha Supernovas  | 15-25, 26-24, 25-22, 25-19        |
| 18 febbraio 2024 CHI Health Center Omaha, Omaha    | Omaha Supernovas  | 3 - 1 | Orlando Valkyries | 25-13, 25-21, 21-25, 25-20        |
| 21 febbraio 2024 Nationwide Arena, Columbus        | Columbus Fury     | 3 - 1 | Omaha Supernovas  | 25-12, 25-21, 23-25, 25-23        |
| 25 febbraio 2024 Addition Financial Arena, Orlando | Orlando Valkyries | 1 - 3 | Omaha Supernovas  | 28-30, 25-17, 23-25, 18-25        |
| 29 febbraio 2024 Gas South Arena, Duluth           | Atlanta Vibe      | 0 - 3 | Omaha Supernovas  | 22-25, 20-25, 22-25               |
| 9 marzo 2024 Addition Financial Arena, Orlando     | Orlando Valkyries | 2 - 3 | Omaha Supernovas  | 19-25, 25-17, 18-25, 25-18, 6-15  |
| 14 marzo 2024 CHI Health Center Omaha, Omaha       | Omaha Supernovas  | 1 - 3 | Atlanta Vibe      | 20-25, 25-15, 21-25, 12-25        |
| 16 marzo 2024 CHI Health Center Omaha, Omaha       | Omaha Supernovas  | 3 - 1 | Orlando Valkyries | 25-23, 22-25, 25-22, 25-20        |
| 28 marzo 2024 CHI Health Center Omaha, Omaha       | Omaha Supernovas  | 3 - 1 | Grand Rapids Rise | 27-25, 20-25, 30-28, 25-22        |
| 30 marzo 2024 CHI Health Center Omaha, Omaha       | Omaha Supernovas  | 3 - 0 | Vegas Thrill      | 25-19, 25-17, 25-21               |
| 2 aprile 2024 Viejas Arena, San Diego              | San Diego Mojo    | 3 - 1 | Omaha Supernovas  | 20-25, 25-21, 25-23, 25-22        |
| 4 aprile 2024 CHI Health Center Omaha, Omaha       | Omaha Supernovas  | 3 - 1 | Columbus Fury     | 25-20, 25-22, 21-25, 25-22        |
| 13 aprile 2024 Gas South Arena, Duluth             | Atlanta Vibe      | 3 - 1 | Omaha Supernovas  | 25-17, 21-25, 25-16, 25-18        |
| 20 aprile 2024 CHI Health Center Omaha, Omaha      | Omaha Supernovas  | 3 - 2 | San Diego Mojo    | 25-23, 21-25, 25-20, 23-25, 15-12 |
| 23 aprile 2024 Viejas Arena, San Diego             | San Diego Mojo    | 3 - 2 | Omaha Supernovas  | 19-25, 25-17, 25-22, 21-25, 15-8  |
| 26 aprile 2024 CHI Health Center Omaha, Omaha      | Omaha Supernovas  | 3 - 2 | Grand Rapids Rise | 25-22, 23-25, 25-20, 16-25, 15-7  |
| 4 maggio 2024 Nationwide Arena, Columbus           | Columbus Fury     | 1 - 3 | Omaha Supernovas  | 26-24, 22-25, 18-25, 20-25        |
| 6 maggio 2024 Lee's Family Forum, Henderson        | Vegas Thrill      | 0 - 3 | Omaha Supernovas  | 16-25, 23-25, 16-25               |
| 9 maggio 2024 CHI Health Center Omaha, Omaha       | Omaha Supernovas  | 3 - 0 | Columbus Fury     | 27-25, 25-23, 25-21               |
| 12 maggio 2024 Van Andel Arena, Grand Rapids       | Grand Rapids Rise | 3 - 2 | Omaha Supernovas  | 25-16, 23-25, 23-25, 26-24, 15-10 |

#### Play-off scudetto
| Semifinali - 15 maggio 2024 CHI Health Center Omaha, Omaha | Omaha Supernovas  | 3 - 2 | San Diego Mojo   | 20-25, 16-25, 25-18, 25-8, 15-11 |
| Finale - 18 maggio 2024 CHI Health Center Omaha, Omaha     | Grand Rapids Rise | 0 - 3 | Omaha Supernovas | 13-25, 24-26, 22-25              |

## Statistiche

### Statistiche di squadra
| Competizione | Punti | In casa | In casa | In casa | In trasferta | In trasferta | In trasferta | Totale | Totale | Totale |
| Competizione | Punti | G       | V       | P       | G            | V            | P            | G      | V      | P      |
| ------------ | ----- | ------- | ------- | ------- | ------------ | ------------ | ------------ | ------ | ------ | ------ |
| PVF          | 0,792 | 12      | 9       | 3       | 12           | 7            | 5            | 26     | 18     | 8      |
| Totale       | -     | 12      | 9       | 3       | 12           | 7            | 5            | 26     | 18     | 8      |

### Statistiche dei giocatori
| Giocatrice    | PVF | PVF | PVF | PVF | PVF | Totale | Totale | Totale | Totale | Totale |
| Giocatrice    | P   | PT  | AV  | MV  | BV  | P      | PT     | AV     | MV     | BV     |
| ------------- | --- | --- | --- | --- | --- | ------ | ------ | ------ | ------ | ------ |
| P. Briggs     | 25  | 101 | 86  | 5   | 10  | 25     | 101    | 86     | 5      | 10     |
| M. Cartwright | 4   | 18  | 15  | 1   | 2   | 4      | 18     | 15     | 1      | 2      |
| G. Curry      | 6   | 0   | 0   | 0   | 0   | 6      | 0      | 0      | 0      | 0      |
| S. Davis      | 6   | 19  | 14  | 5   | 0   | 6      | 19     | 14     | 5      | 0      |
| B. de la Cruz | 26  | 342 | 295 | 12  | 35  | 26     | 342    | 295    | 12     | 35     |
| T. Dixon      | 26  | 222 | 146 | 67  | 9   | 26     | 222    | 146    | 67     | 9      |
| D. Hart       | 6   | 45  | 34  | 11  | 0   | 6      | 45     | 34     | 11     | 0      |
| S. Hilley     | 19  | 45  | 27  | 10  | 8   | 19     | 45     | 27     | 10     | 8      |
| M. King       | -   | -   | -   | -   | -   | -      | -      | -      | -      | -      |
| G. Mancuso    | 3   | 1   | 1   | 0   | 0   | 3      | 1      | 1      | 0      | 0      |
| A. Mayfield   | 8   | 44  | 38  | 5   | 1   | 8      | 44     | 38     | 5      | 1      |
| B. Nuneviller | 25  | 336 | 307 | 17  | 12  | 25     | 336    | 307    | 17     | 12     |
| N. Reed       | 10  | 62  | 53  | 7   | 2   | 10     | 62     | 53     | 7      | 2      |
| H. Ruseva     | 23  | 216 | 137 | 76  | 3   | 23     | 216    | 137    | 76     | 3      |
| S. Samedy     | 8   | 123 | 110 | 5   | 8   | 8      | 123    | 110    | 5      | 8      |
| J. Schaben    | 18  | 190 | 152 | 30  | 8   | 18     | 190    | 152    | 30     | 8      |
| K. Swanson    | -   | -   | -   | -   | -   | -      | -      | -      | -      | -      |
| N. Valentín   | 20  | 34  | 20  | 7   | 7   | 20     | 34     | 20     | 7      | 7      |
| K. White      | 25  | 0   | 0   | 0   | 0   | 25     | 0      | 0      | 0      | 0      |
| E. Willis     | 0   | 0   | 0   | 0   | 0   | 0      | 0      | 0      | 0      | 0      |

P = presenze; PT = punti totali; AV = attacchi vincenti; MV = muri vincenti; BV = battute vincenti